# حکایت سلحشور

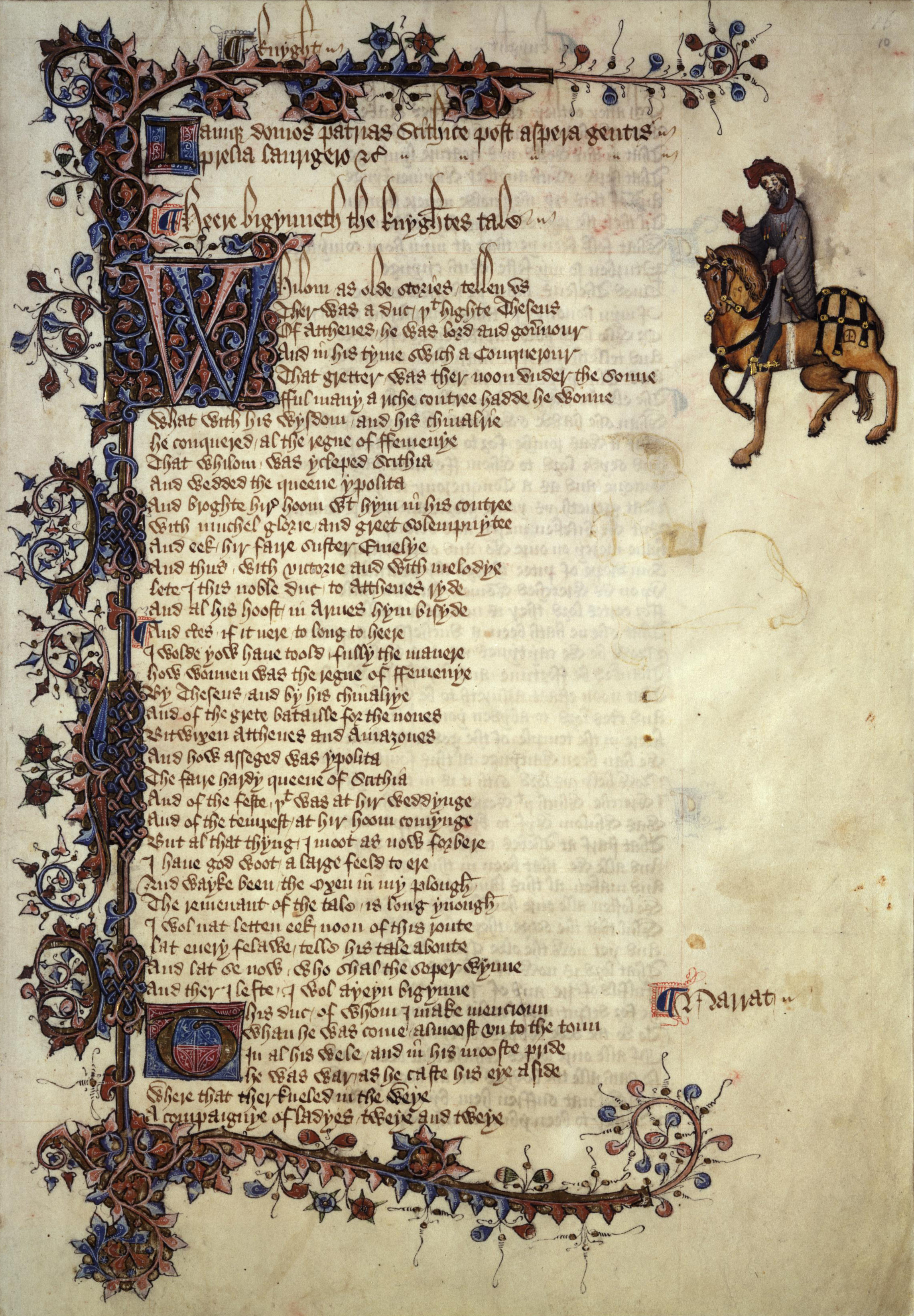
نخستین صفحه از حکایت سلحشور از دستنوشته السمیر

حکایت سلحشور یا داستان شوالیه (به انگلیسی میانه The Knightes Tale، به انگلیسی مدرن The Knight's Tale)، اولین داستان از مجموعه قصه‌های کانتربری اثر جفری چاوسر است.
سلحشوری که چاوسر او را در بخش مقدمه عمومی توصیف کرده است، شخصیتی عالی مقام در میان مبارزان صلیبی است که البته، رفتار و پوشش وی کاملاً عادی است. راوی می‌گوید که او در پانزده نبرد از جنگ‌های صلیبی در چندین کشور شرکت کرده و نیز، در رکاب یک سردار غیرمسیحی با دشمنانش جنگیده است. جنگ‌هایی که در داستان به آنها اشاره شده، واقعی استند، اما شخصیت‌پردازی وی ساختاری آرمان‌گرایانه دارد. از نظر بسیاری از خوانندگانِ متون چاوسر، قهرمان وی «سلحشوری بسیار خوش قلب» (به انگلیسی میانه a verray, parfit gentil knyght) است. اما تری جونز معتقد است که نویسنده رویکردی کنایی داشته و خوانندگان چاوسر می‌باید قهرمان داستان را به عنوان یک مزدور در نظر بگیرند. اسکوآیر، پسر ۲۰ ساله قهرمان داستان، او را در ماجراهایش همراهی می‌کند.
در این داستان مضامین و مباحثی مطرح شده که معمولاً در ادبیات سلحشوری دیده می‌شوند؛ از جمله: عشق درباری و دوراهی‌های اخلاقی.
منابع و ساختار داستان
شعر حماسی تسئید (با عنوان کامل "تسئیدا دل نوز دمیلیاً به لاتین Teseida delle Nozze d’Emilia) به فارسی "تسئید، ماجرای ناپتیلاس و امیلی (به انگلیسی The Theseid, Concerning the Nuptials of Emily), اثر جووانی بوکاچو، منبع اصلی این داستان به‌شمار می‌آید؛ البته چاوسر تغییرات زیادی در کار خود ایجاد کرده است. تسئیدا در ۹۸۹۶ بیت در دوزاده فصل سروده شده، درحالیکه «حکایت سلحشور» فقط ۲۲۵۰ بیت است- البته این اثر نیز همچنان در زمره طولانی‌ترین حکایت‌ها قرار دارد. اکثر ویژگی‌های حماسی تسئیدا حذف شده اندو به‌جای آنها، در این حکایت بیشتر به عشق و عاشقی پرداخته شده و اثری از حماسه در آن نیست؛ ارجاعات مربوط به نبردها و مضامین اساطیری به‌شدت کاهش یافته‌اند و پیروزی‌ها، یورش به تیبز، یونان، و مجموعه قهرمانان حماسی که برای پالامون و آرسیت می‌جنگیدند همگی به شدت کمرنگ شده‌اند.